# Tōhoku (Aomori)
Tōhoku (東北町, Tōhoku-machi) est un bourg situé dans le district de Kamikita (préfecture d'Aomori), au Japon.

## Géographie

### Situation

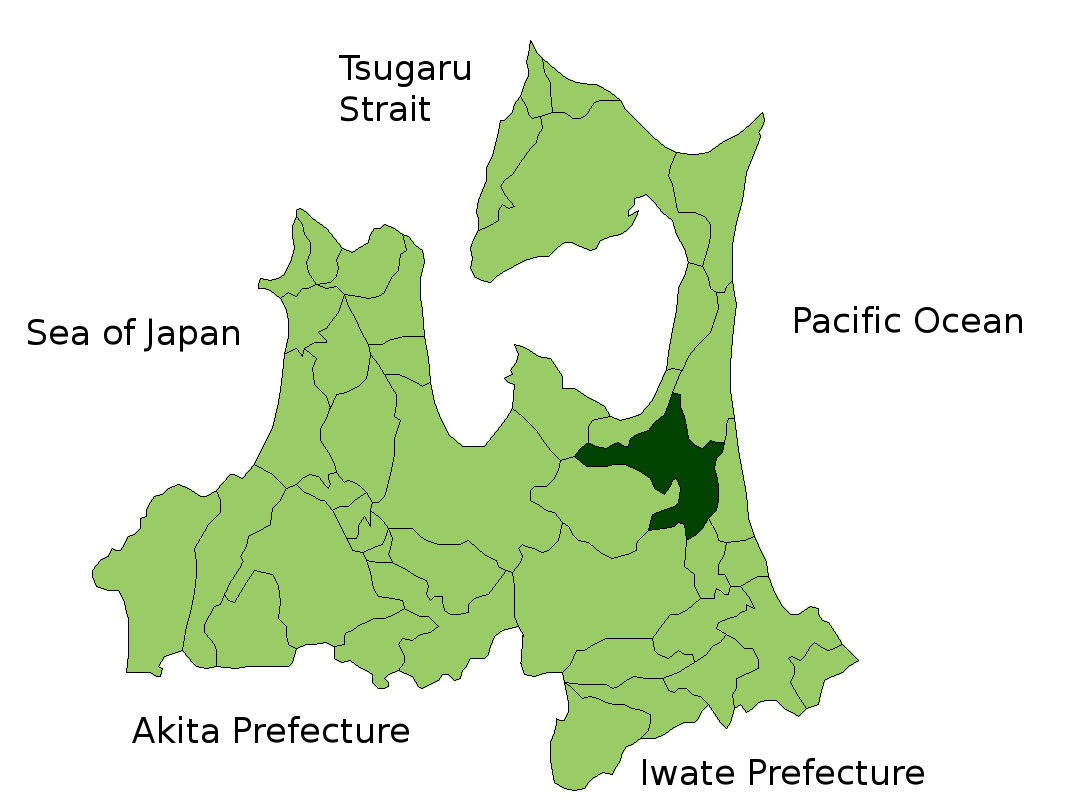
Carte de la préfecture d'Aomori avec le bourg de Tōhoku mis en évidence.

Le bourg de Tōhoku est situé dans l'est de la préfecture d'Aomori, à la base de la péninsule de Shimokita et à l'ouest du lac Ogawara, au Japon. Il a pour municipalités voisines le bourg de Hiranai au nord-ouest, le bourg de Noheji au nord, le village de Rokkasho au nord-est, la ville de Misawa à l'est, le bourg de Rokunohe au sud-est, la ville de Towada au sud-ouest et le bourg de Shichinohe à l'ouest.

### Démographie
Tōhoku comptait 18 964 habitants lors du recensement du 30 avril 2014.